# Кале-и Бугурт
Кале-и Бугурт (азерб. Qaleyi Bəyqurt), или Кале-и Бугурд, известное также как просто Бугурд (азерб. Buğurt qalası) — средневековая крепость, расположенная в 20 км от города Шемахы в Азербайджане, близ села Кале-и Бугурт, на вершине горы.

## История
Расположенная в горах крепость, будучи хорошо укреплённой, была некогда резервной резиденцией ширваншахов на случай военного нападения. В XVI веке венецианский путешественник Джиован Марио Анджонелло, отмечая неприступность крепости благодаря её расположению на скалах, писал, что Кале-и Бугурт велика как город. Археолог И. П. Щеблыкин предполагал, что Кале-и Бугурт служила последним убежищем ширваншахов после взятия столицы.
После того как правитель Сефевидского государства Исмаил взял в 1501 году Баку, его войска осадили крепость Кале-и Бугурт, однако взять её им так и не удалось. Безуспешной оказалась и попытка взять крепости Гюлистан и Сурхаб.   
В годы правления ширваншаха Шахруха (1536—1538) в Саляне под руководством некоего каландара-дервиша вспыхнуло восстание. Повстанцы взяли Шемаху, сам Шахрух и знатные ширванцы укрылись в крепости Кале-и Бугурт. Позднее среди восставших начались распри и они вынуждены были оставить Шемаху и отступить в Салян. Эмиры Ширвана вышли из крепости и восстание было жестоко подавлено.
Весной 1538 года 20-тысячное войско Сефевидов во главе с братом шаха Элькас Мирзой и ополчениями из Карабаха и Мугани вновь двинулись на Ширван, захватив Шемаху. Несмотря на то, что в крепости не хватало продовольствия, её осаждали несколько месяцев. Шах узнал о стойкости защитников крепости и направил к стенам крепости большое войско. Сефевидская армия уже была оснащена пушками, благодаря чему осаждённые сдались кызылбашам. Таким образом, после длительной осады кызылбашам удалось взять и Кале-и Бугурт, в котором укрылась ширванская знать. Эмиры Ширвана были казнены, а последний ширваншах Шахрух — увезён в Тебриз, где и был убит.
В крепости имеется ведущий к воде подземный ход.

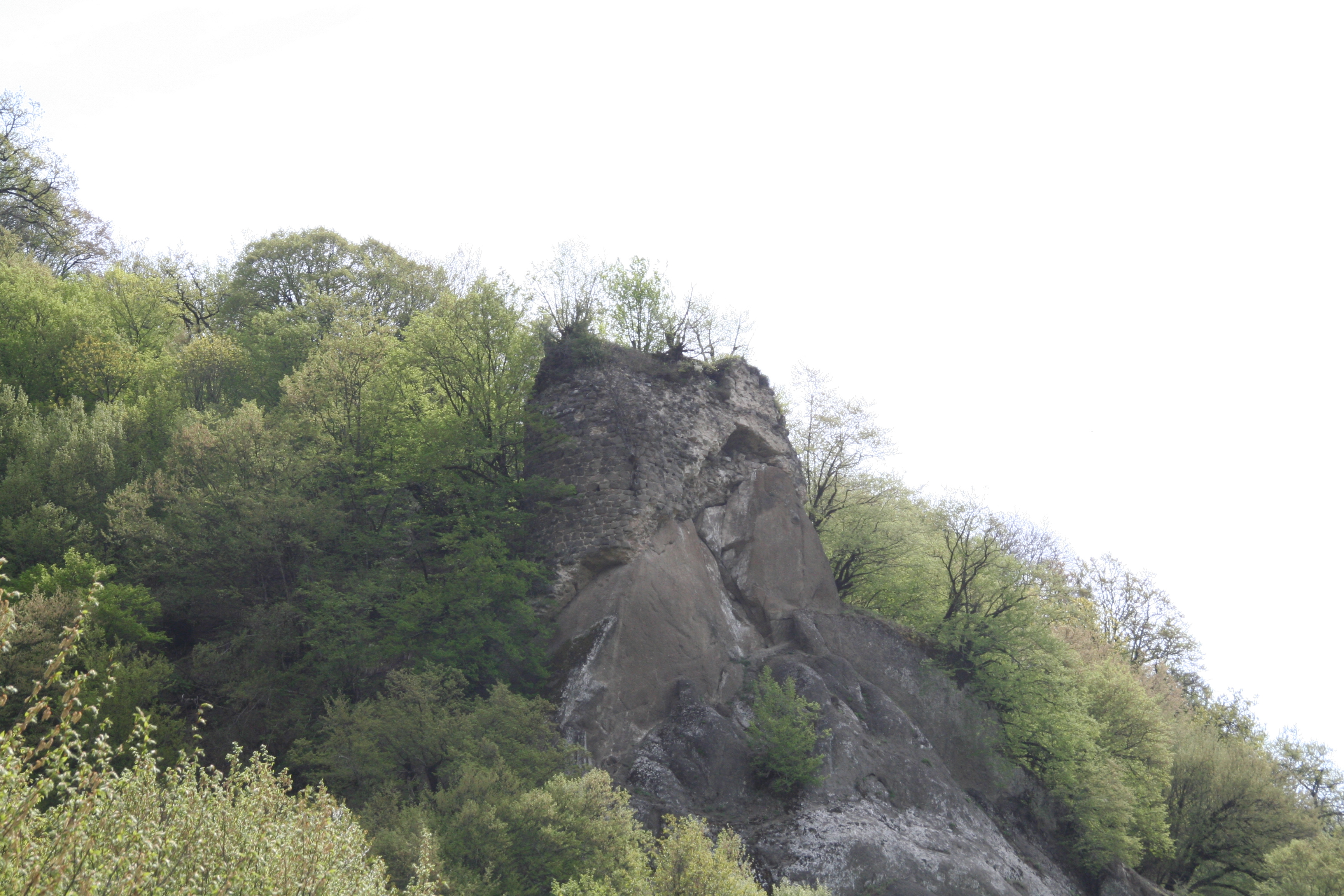
Остатки оборонительной башни
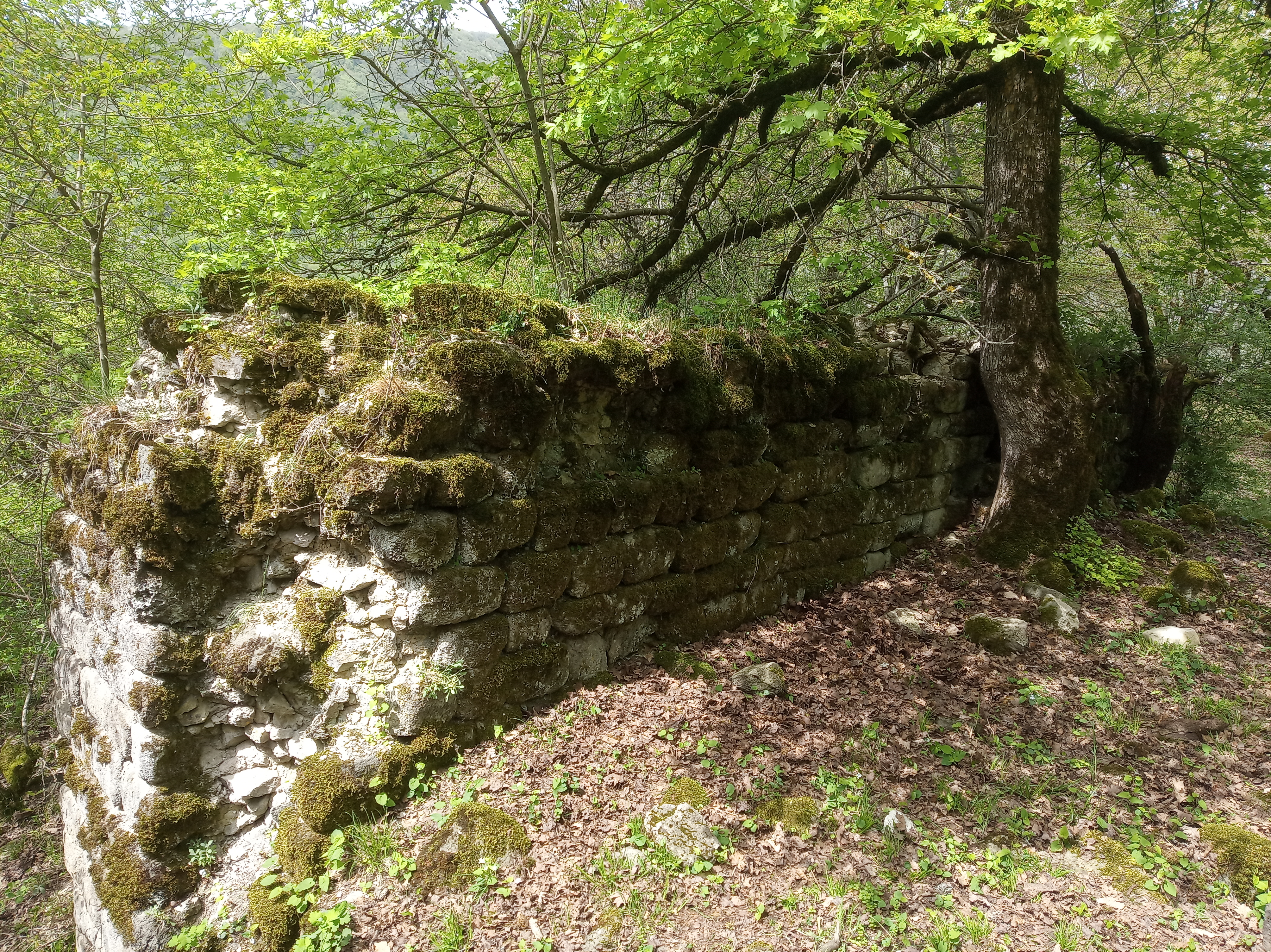
Остатки крепостных стен
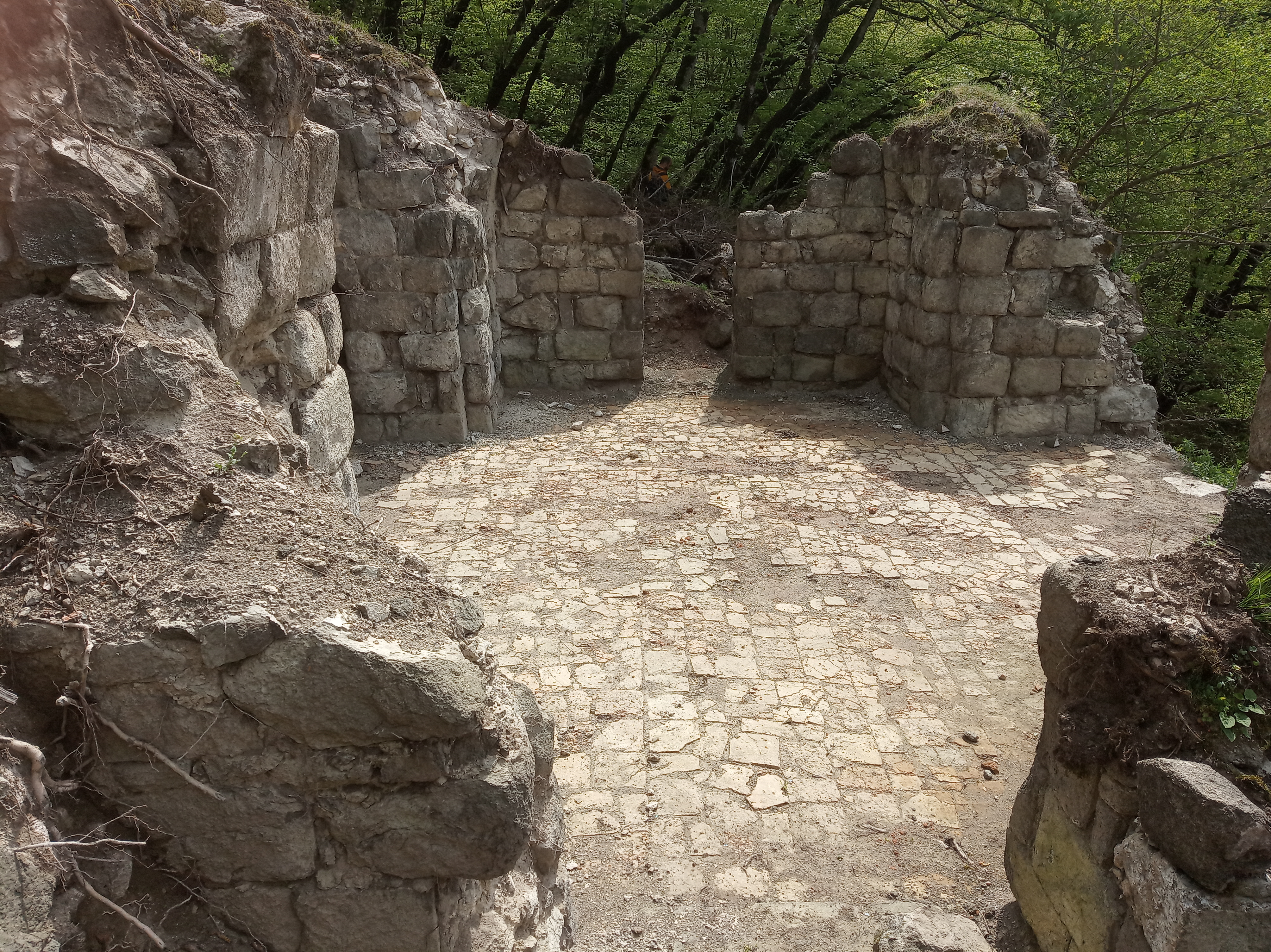
Руины здания с мощёным полом на территории крепости